# Bicentenaria argentina
Bicentenaria argentina ("del bicentenario argentino") es la única especie conocida del género extinto Bicentenaria de dinosaurio terópodo celurosauriano, que vivió a finales del período Cretácico, hace aproximadamente 90 millones de años, en el Turoniense, en lo que hoy es Sudamérica. Debido a que se encontraron varios ejemplares juntos, inclusive un juvenil los autores  han llegado a la conclusión de que Bicentenaria vivía en grupos. Ellos interpretaron el sitio no como un trampa natural, donde se concentraron restos de individuos solitarios por casualidad, sino como depositados por una inundación que mató a una manada.

## Descripción
Se estima que llegó a medir entre 2,5 a 3 metros y a pesar unos 40 kilos. Los descriptores fueron capaces de establecer algunas características distintivas. Los dientes premaxilares del maxilar anterior sólo poseen estrías en la base de la corona del diente. El cuadradoyugal tiene una rama frontal que es el doble de larga que la rama ascendente. El cuadrado tiene un cóndilo exterior inferior que es mucho más grande que el interior. En la mandíbula, el subangular tiene un borde superior elevado y en vista lateral tiene forma de trapezoide. La saliente retroarticulair en la parte posterior de la mandíbula inferior se aplana a través y se ensanchado en forma de cuchara. El húmero tiene una parte superior que es para atrás y aplanado, en la cara inferior que muestra un pozo profundo en la parte delantera. Las garras de los dedos exteriores de las mano tienen a su lado superior trasero de los bordes traseros que sobresale.
La forma del cráneo de Bicentenaria es imposible de determinar con precisión. Según las partes conservadas de la misma son bastante robusto. El premaxilar tiene al menos cuatro dientes que tienen una sección transversal circular. La mayoría de los dientes no tienen dentículos, pero tienen un segundo diente justo en la mitad superior de las estrías borde delantero. El hueso de la mandíbula superior tiene una estructura ósea lisa en el exterior, que se caracteriza además por una fila horizontal de canales grandes para las venas. El único diente maxilar conocido es muy aplanado y tiene estrías en tanto el borde de ataque y el borde de salida que se extiende todo el camino hasta el extremo. Es más grueso el borde de salida. El hueso cigomático tiene una rama trasera en forma de horquilla y en la parte inferior de una faceta ligeramente del lado frontal que se ajustaba al cierre cuando la mandíbula inferior se cerraba. El cuadradoyugal tiene una rama anterior delgada que excede en gran medida de la longitud de la rama ascendente, en la mayoría de los dinosaurios relacionados es que simplemente corto. Es la rama ascendente en sí mismo no es especialmente corta, lo que resulta en una gran parte inferior de la ventana inferior. El cuadrado es robusto, sin neumatizar y con una pequeña y altamente colocado foramen cuadrático. El cóndilo interno se reduce grandemente, pero la mitad tan ancho como el exterior. La rama anterior de la cuadrado es grande, pero en forma de placa.
Sólo el proceso basiesfenoide izquierdo es conocido. Esta saliente en la parte inferior tiene un ahuecamiento neumático profundo y amplio, como Stokesosaurus. Además, el paladar está pobremente representado. El ectopterygoide es tangente al interior de la pterygoideo y tiene una robusta proyección en forma de gancho en el exterior que lo conexión a la pared cráneo.
Las mandíbulas se conoce la parte trasera. La mandíbula inferior es probable que tenga una ventana de lado exterior. El surangular tiene un ajuste excelente y superior ampliada en la que un gran esfínter, para el músculo aductor extremo de la mandíbula. La parte posterior de la surangular tiene un perfil triangular, lleva un saliente erecto que encierra la liberación profunda inferior de la articulación de la mandíbula posterior y sobresale moderadamente lejos a la parte trasera. El angular tiene una ranura elíptica distintiva en la parte inferior. El prearticular envuelve parcialmente alrededor de la parte inferior. El articular es robusta, sin neumatizar. Tiene una gran protuberancia sólida retroarticular, el punto posterior de la parte inferior que tiene la forma de una cuchara y se dirige oblicuamente hacia arriba. En el interior, el articular tiene un saliente más pequeño que tiene una muesca en la parte superior a través del cual un nervio, la cuerda del tímpano , podría entrar en la mandíbula.

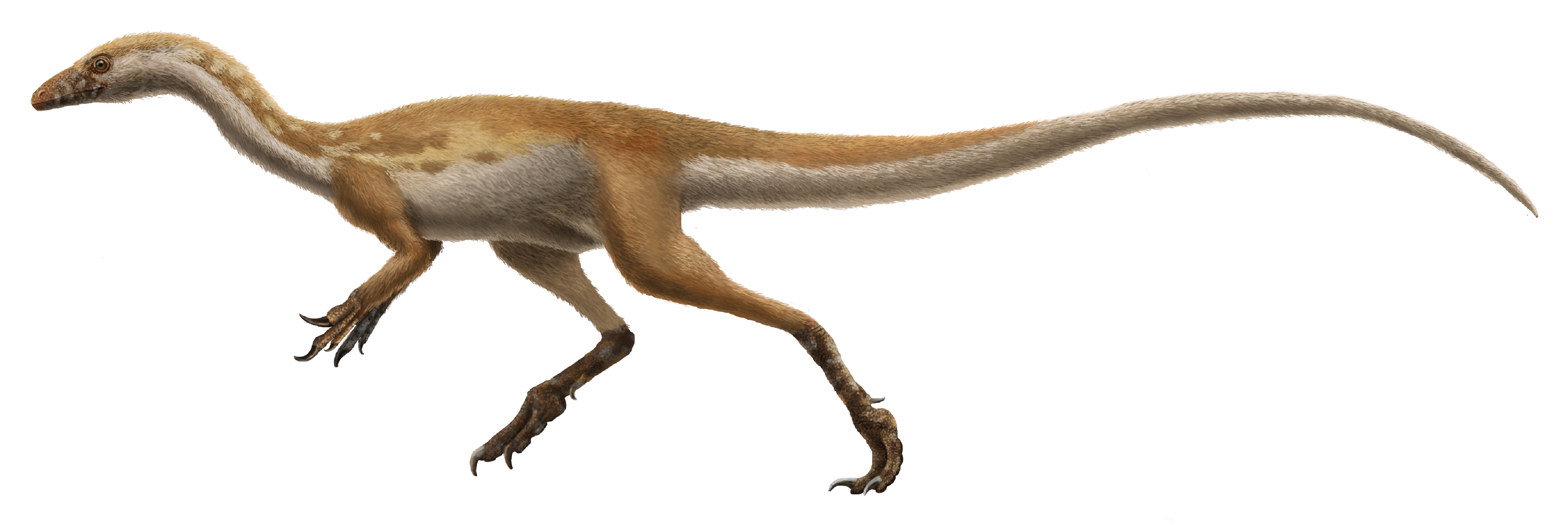
Reconstrucción aproximada.

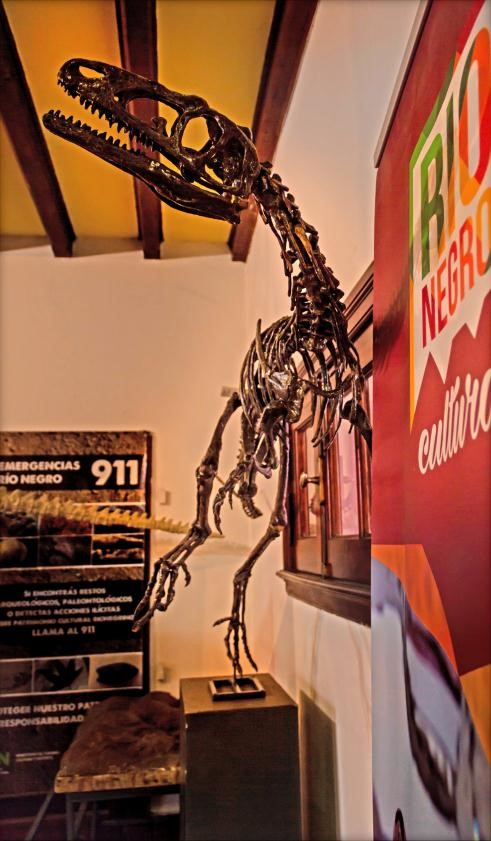
Reconstrucción del esqueleto de Bicentenaria argentina realizada por el grupo de paleoartistas encabezados por Marcelo Isasi y exhibida en el Museo Provincial Carlos Ameghino.

## Descubrimiento e investigación

Comparación de tamaños

Fue hallado en 1998 a orillas del Lago Ramos Mejía en la Formación Candeleros, en la Provincia de Río Negro, Patagonia, Argentina, por Raúl Spedale, un empleado de una hormigonera que fue a pescar al mismo. En 1998 Raúl Spedale, un controlador de calidad en una empresa de hormigón fue con dos amigos en un viaje de pesca al embalse Ezequiel Ramos Mexía en la provincia de Río Negro, Argentina. Por la baja del agua de ese año llegaron cerca de la costa sureste del lago a una pequeña isla seca. Spedale vio sobresalen los huesos y garras y con sus propias manos y un cuchillo de bolsillo excavados parcialmente y se los llevaron a casa. Probablemente creyeron que era un mamífero extinguido, como un tigre dientes de sable, en 1999 y 2000 retiró una superficie de sólo treinta a cuarenta centímetros con martillo y cincel a una profundidad de medio metro más huesos expuestos, que expuso en mostrar en su casa. Posteriormente, al subir de nuevo el agua hizo que más excavaciones sean imposible. Entusiasmados con el descubrimiento siempre llevaba fotos de ella en el bolsillo para mostrar. Un maestro de una escuela local que después de ver el descubrimiento Spedale entiende que es algo único y se pone en contacto con el paleontólogo Raúl Ortiz. Ortiz llegó a la conclusión de que era una especie desconocida de dinosaurio y examino los hallazgos de un equipo del Museo Argentino de Ciencias Naturales.
El nombre apareció primero en artículos de prensa en junio de 2012, y fue posteriormente publicado formalmente en un artículo en agosto de 2012. Los restos recuperados representan, al menos, tres ejemplares adultos y alguno joven, entre ellos el holotipo (MPCA 865), la mitad caudal de un cráneo con la mandíbula articulada.  En 2012 fue la especie tipo Bicentenaria argentina nombrada y descrita por Ortiz, Fernando Novas, Martín Ezcurra , Federico Agnolín y Diego Pol. Se le colocó el nombre genérico en honor a los 200 años de la independencia de Argentina y del Museo Argentino de Ciencias Naturales.El nombre específico se refiere solo a Argentina.
Los fósiles fueron encontrados en las capas de la formación Candeleros que datan del Cenomaniano, aproximadamente hace 95 millones de años. El holotipo, MPCA 865, se compone de la parte posterior de un cráneo y unida a la misma, la parte posterior de la mandíbula inferior. El paratipo , MPCA 866, es una colección de huesos sueltos de al menos cuatro individuos, incluyendo partes de un postcráneo. Incluye, dos fragmentos de premaxilares con tres pares de dientes, un pedazo de la rama de la mandíbula superior derecha con un diente, diecisiete piezas de vértebras, catorce vértebras sacras, veinte vértebras caudales, piezas de dos omóplatos, una esquina posterior superior de un coracoides, el final de un radio, ocho garras de mano.; piezas de un hueso ilíaco izquierdo, cinco ejes superior del pubis, cinco fémures parciales, las partes superiores de dos tibia izquierda, la parte inferior de una tibia derecha, un hueso derecho del tobillo, piezas de cinco metatarsianos, Quince falanges de ocho pies y las piezas de las garras.
En total, además de los huesos del cráneo se rescataron ciento treinta huesos y que representen al menos tres adultos y varios juveniles. Es posible que el cráneo holotipo, en realidad pertenece a un individuo cuyos huesos restantes son parte de la colección residual. Los elementos parecen pertenecer todos a una sola especie, huesos de no terópodos no se encuentran. Los huesos están en buenas condiciones, con una superficie ósea intacta que no ha erosionado o marcas de mordeduras que muestran carroñeros. Durante el proceso de excavación por el aficionado Spedale no hay alguna rota, que no tiene notas o fotos de su posición descubrimiento. El museo ha preparado dos modelos de esqueleto.

## Clasificación
Bicentenaria fue colocado por sus descriptores en una posición muy basal en Coelurosauria. De acuerdo con un análisis cladístico es próximo filogenéticamente a Tugulusaurus, pero justo por debajo de los Tyrannosauroidea que a su vez resultan más basales que Compsognathidae. En la historia del linaje de los celurosaurios se destacan dos fenómenos de reducción en el tamaño, uno que al menos se produjo en dos grupos durante el Mesozoico, una vez en su base y otra vez en la escisión de los Paraves. El segundo fenómeno sucedido en Gondwana jugó un papel central en la radiación de los celurosaurios. Es probable que sea el primer representante de un nuevo linaje basal de Coelurosauria, próximo filogenéticamente a Tugulusaurus.